# NRP Bérrio (1993)
O NRP Bérrio foi um navio de apoio logístico da Marinha Portuguesa.
Foi adquirido ao Reino Unido onde integrava a Royal Fleet Auxiliary (RFA) com o nome de RFA Blue Rover, tendo sido aumentado ao efetivo dos navios da Marinha de Guerra Portuguesa em 31 de março de 1993.
Viu a sua construção iniciada nos estaleiros Swan Hunter em Hebburnon-Tyne, a 18 de janeiro de 1969 com o assentamento da Quilha. Foi lançado à água a 11 de novembro do mesmo ano, entrando ao serviço a 15 de julho de 1970. Foi alvo de várias ações de modernização, a última das quais em março de 1991.
A sua atividade operacional constante no apoio logístico aos navios da Royal Navy, levou a empenhamentos operacionais diversificados, sendo de realçar o conflito das Malvinas, em 1982, no Atlântico Sul, onde atuou nos teatros de operações das ilhas da Geórgia do Sul e São Carlos.
Integrou a força naval portuguesa, liderada pela fragata NRP Vasco da Gama, na intervenção realizada na Guiné-Bissau, durante a crise política e militar de 1998. Nessa operação, além de apoiar logisticamente os navios combatentes da força-naval, o Bérrio levou a bordo parte da força de desembarque do Corpo de Fuzileiros participante na operação.
O Bérrio possui uma capacidade de carga de 6 000 ton.

## Cronologia
- A 1 de Setembro de 2016 foi noticiado que o ministério da defesa nacional estava a considerar a aquisição de um novo navio de apoio logístico para render o NRP Bérrio.[2]
- No dia 28 de Janeiro de 2020, o Chefe de Estado Maior da Armada, Almirante Mendes Calado, anunciou que o Navio  Reabastecedor Bérrio irá ser abatido no imediato, isto porque,  após rigorosa inspeção verificou-se que o estado em que se encontrava era muito mais grave do que se pensava, conclui-se assim, que não seria económicamente viável a grande reparação que estava prevista, com o intuito de prolongar a sua vida útil por mais 10 anos, até que entra-se ao serviço da Marinha Portuguesa um novo Reabastecedor em 2027.[carece de fontes?]
- A 1 de Junho de 2020 a Marinha Portuguesa descomissiona o NRP Berrio.[3]